# Dermatopsis joergennielseni
Dermatopsis joergennielseni är en fiskart som beskrevs av Møller och Werner Schwarzhans 2006. Dermatopsis joergennielseni ingår i släktet Dermatopsis och familjen Bythitidae. Inga underarter finns listade i Catalogue of Life.